# Démographie d'Hawaï
Lors du recensement de 2010, Hawaï est le 40e État le plus peuplé des États-Unis avec 1 360 301 habitants alors qu'il est classé au 43e rang pour la superficie.

## Indicateurs statistiques
| Indicateur                             | Hawaï    | États-Unis |
| -------------------------------------- | -------- | ---------- |
| Personnes de moins de 5 ans            | 6,4 %    | 6,2 %      |
| Personnes de moins de 18 ans           | 21,6 %   | 22,8 %     |
| Personnes de plus de 65 ans            | 17,1 %   | 15,2 %     |
| Femmes                                 | 49,8 %   | 50,8 %     |
| Personnes par foyer                    | 3,03     | 2,64       |
| Vétérans                               | 10,1 %   | 8,0 %      |
| Personnes nées étrangères à l'étranger | 17,9 %   | 13,2 %     |
| Personnes étrangères                   | 7,8 %    | 7,0 %      |
| Personnes sans assurance maladie       | 4,2 %    | 10,1 %     |
| Personnes avec un handicap             | 6,6 %    | 8,6 %      |
| Revenus annuels                        | 30 970 $ | 29 829 $   |
| Personnes sous le seuil de pauvreté    | 9,3 %    | 12,7 %     |
| Diplômés du lycée                      | 91,3 %   | 87,0 %     |
| Diplômés de l'université               | 31,4 %   | 30,3 %     |

## Géographie humaine

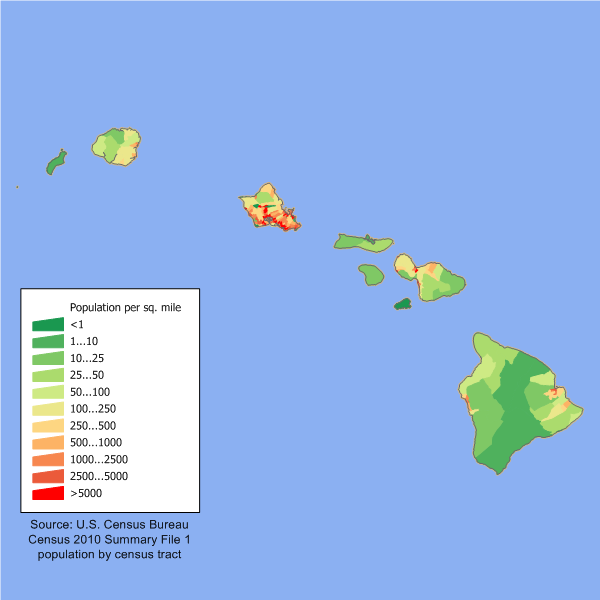
Densité de la population

| Nom      | Population | Superficie (km2) | Densité (hab./km2) | % de la population de l'État |
| -------- | ---------- | ---------------- | ------------------ | ---------------------------- |
| Honolulu | 953 207    | 1 555            | 563,44             | 70,07                        |
| Hawaï    | 185 079    | 10 433           | 14,25              | 13,61                        |
| Maui     | 154 834    | 3 003            | 42,66              | 11,38                        |
| Kauai    | 67 091     | 1 612            | 36,27              | 4,93                         |
| Kalawao  | 90         | 34               | 4,32               | 0,01                         |

## Composition ethnique

Groupe majoritaire par comté en 2016 :
Hawaïens de souche 50-60 %
Blancs non hispaniques 30-40 %
Asiatiques 30-40 %
Asiatiques 40-50 %

| Groupe                           | Hawaï | États-Unis |
| -------------------------------- | ----- | ---------- |
| Asiatiques                       | 38,6  | 4,8        |
| Métis                            | 23,6  | 2,9        |
| Blancs                           | 24,7  | 72,4       |
| Océaniens                        | 10,0  | 0,2        |
| Afro-Américains                  | 1,6   | 12,6       |
| Autres                           | 1,3   | 6,2        |
| Amérindiens                      | 0,3   | 0,9        |
| Total                            | 100   | 100        |
|                                  |       |            |
| Hispaniques et Latino-Américains | 8,9   | 16,7       |

### Historique
| Année | Asiatiques | Océaniens | Blancs  | Noirs  | Amérindiens | Autres | Métis   |         | Latino-Américains | Blancs non hispaniques |
| ----- | ---------- | --------- | ------- | ------ | ----------- | ------ | ------- | ------- | ----------------- | ---------------------- |
| 1960  | 413 125    | 413 125   | 202 230 | 4 943  | 472         | 12 002 |         |         |                   |                        |
| 1970  | 443 292    | 443 292   | 298 160 | 7 573  | 1 126       | 18 410 | 23 276  | 283 371 |                   |                        |
| 1980  | 583 252    | 583 252   | 318 770 | 17 364 | 2 768       | 42 537 | 71 263  | 299 731 |                   |                        |
| 1990  | 527 145    | 159 246   | 369 616 | 27 195 | 5 099       | 21 083 | 81 390  | 347 644 |                   |                        |
| 2000  | 503 868    | 113 539   | 294 102 | 22 003 | 3 535       | 15 147 | 259 343 | 87 699  | 277 091           |                        |
| 2010  | 525 078    | 135 422   | 336 599 | 21 424 | 4 164       | 16 985 | 320 629 | 120 842 | 309 343           |                        |

| Année | Asiatiques | Océaniens | Blancs | Noirs | Amérindiens | Autres | Métis |       | Latino-Américains | Blancs non hispaniques |
| ----- | ---------- | --------- | ------ | ----- | ----------- | ------ | ----- | ----- | ----------------- | ---------------------- |
| 1960  | 65,29      | 65,29     | 31,96  | 0,78  | 0,07        | 1,90   |       |       |                   |                        |
| 1970  | 57,68      | 57,68     | 38,79  | 0,99  | 0,15        | 2,40   | 3,03  | 36,87 |                   |                        |
| 1980  | 60,46      | 60,46     | 33,04  | 1,80  | 0,29        | 4,41   | 7,39  | 31,07 |                   |                        |
| 1990  | 47,52      | 14,35     | 33,32  | 2,45  | 0,46        | 1,90   | 7,34  | 31,34 |                   |                        |
| 2000  | 52,92      | 11,92     | 30,89  | 2,31  | 0,37        | 1,59   | 27,24 | 9,21  | 29,10             |                        |
| 2010  | 50,50      | 13,03     | 32,38  | 2,06  | 0,40        | 1,63   | 30,84 | 11,62 | 29,75             |                        |

### Asio-Américains
En 2010, les Asio-Américains sont majoritaires dans le comté d'Honolulu, où ils représentent 43,9 % de la population.
| Année | Philippins | Philippins | Japonais | Japonais | Chinois | Chinois | Coréens | Coréens | Vietnamien | Vietnamien | Indiens | Indiens |
| ----- | ---------- | ---------- | -------- | -------- | ------- | ------- | ------- | ------- | ---------- | ---------- | ------- | ------- |
| 1960  | 69 070     |            | 203 455  |          | 38 197  |         |         |         |            |            |         |         |
| 1970  | 93 915     |            | 217 307  |          | 52 039  |         | 8 656   |         |            |            |         |         |
| 1980  | 133 940    |            | 239 748  |          | 56 285  |         | 17 962  |         | 3 463      |            | 604     |         |
| 1990  | 168 682    |            | 247 486  |          | 68 804  |         | 24 454  |         | 5 468      |            | 1 015   |         |
| 2000  |            |            |          |          |         |         |         |         |            |            |         |         |
| 2010  | 342 095    | 25,2 %     | 312 292  | 23,0 %   | 199 872 | 14,7 %  | 48 699  | 3,6 %   | 13 266     | 1,0 %      | 4 737   | 0,4 %   |

### Océano-Américains
Les Océano-Américains sont majoritaires dans le comté de Kalawao, où ils représentent 48,9 % de la population.

### Hispaniques et Latinos
| Groupe       | Nombre  | % de la population |
| ------------ | ------- | ------------------ |
| Portoricains | 44 116  | 3,2                |
| Mexicains    | 35 415  | 2,6                |
| Autres       | 41 311  | 3,0                |
| Total        | 120 842 | 8,9                |

Selon l'American Community Survey, pour la période 2011-2015, 23,27 % de la population hispanique âgée de plus de 5 ans déclare parler l'espagnol à la maison, 64,42 % déclare parler l'anglais et 12,31 % une autre langue.

### Amérindiens
| Tribu                  | Population | % de la population amérindienne |
| ---------------------- | ---------- | ------------------------------- |
| Cherokees              | 8 024      | 23,97                           |
| Blackfeet              | 1 309      | 3,91                            |
| Apaches                | 1 068      | 3,19                            |
| Chactas                | 842        | 2,52                            |
| Sioux                  | 777        | 2,32                            |
| Navajos                | 656        | 1,96                            |
| Iroquois               | 493        | 1,47                            |
| Amérindiens du Mexique | 424        | 1,27                            |
| Ojibwés                | 387        | 1,16                            |

## Langues
| Langues                 | 1980  | 1990  | 2000  | 2010  | 2016  |
| ----------------------- | ----- | ----- | ----- | ----- | ----- |
| Anglais                 | 74,21 | 75,18 | 73,44 | 74,41 | 74,32 |
| Japonais                | 9,04  | 6,78  | 4,96  | 3,95  | 3,42  |
| Tagalog                 | 7,51  | 5,39  | 5,38  | 4,52  | 4,55  |
| IIocano                 | 7,51  | 2,56  | 4,05  | 4,06  | 9,22  |
| Hawaïen                 |       | 0,86  | 1,68  | 1,50  | 9,22  |
| Samoan                  | 0,92  | 1,02  | 0,96  |       | 9,22  |
| Langues austronésiennes | 0,43  | 0,78  | 1,65  |       | 9,22  |
| Langues chinoises       | 2,26  | 2,53  | 1,52  | 2,37  | 2,41  |
| Espagnol                | 1,34  | 1,34  | 1,66  | 2,01  | 1,96  |
| Coréen                  | 1,04  | 1,43  | 1,62  | 1,49  | 1,37  |
| Vietnamien              | 0,31  | 0,45  | 0,73  | 0,73  | 0,76  |
| Autres                  | 4,29  | 2,13  | 3,16  | 2,35  | 1,99  |

## Religions
| Religion                                                                 | Hawaï  | États-Unis       |
| ------------------------------------------------------------------------ | ------ | ---------------- |
| Protestantisme évangélique, dont Baptisme Pentecôtisme Restaurationnisme | 25 4 3 | 25,4 9,2 3,6 1,6 |
| Non-affiliés                                                             | 20     | 15,8             |
| Catholicisme                                                             | 20     | 20,8             |
| Protestantisme traditionnel, dont Luthéranisme                           | 11 2   | 14,7 2,1         |
| Bouddhisme                                                               | 8      | 0,7              |
| Agnosticisme                                                             | 5      | 4,0              |
| Mormonisme                                                               | 3      | 1,6              |
| Églises noires                                                           | 2      | 6,5              |
| Athéisme                                                                 | 2      | 3,1              |
| Témoins de Jéhovah                                                       | 1      | 0,8              |
| Autres                                                                   | 3      | 6,6              |